# بوتان در المپیک تابستانی ۲۰۲۴
کاروان المپیکی بوتان در بازی‌های المپیک تابستانی ۲۰۲۴ (انگلیسی: Bhutan at the 2024 Summer Olympics) که از ۵ تا ۲۱ مرداد ۱۴۰۳ خورشیدی (۲۶ ژوئیه تا ۱۱ اوت ۲۰۲۴ میلادی) در پاریس برگزار شد، حضور داشت.  این یازدهمین حضور متوالی این کشور در بازی‌های المپیک تابستانی از اولین حضور رسمی آن در المپیک۱۹۸۴ بود. بوتان در تاریخ المپیک خود هرگز حتی یک مدال المپیک کسب نکرده است. بوتان در المپیک ۲۰۲۴ پاریس نیز موفق به کسب مدال نشد.

## شرکت‌کنندگان
در زیر فهرست رشته‌های ورزشی که این ورزشکاران در آن به رقابت پرداختند آورده شده‌است.
| ورزش        | مردان | زنان | جمع |
| ----------- | ----- | ---- | --- |
| تیرانداری   | ۱     | ۰    | ۱   |
| دو و میدانی | ۰     | ۱    | ۱   |
| شنا         | ۱     | ۰    | ۱   |
| جمع         | ۲     | ۱    | ۳   |

## تیراندازی با کمان
یک تیر و کمان‌دار مرد از بوتان موفق شد جوازهای لازم جهت حضور در بازی‌های المپیک پاریس ۲۰۲۴ را کسب کند.
| ورزشکار   | رویداد        | دور رتبه‌بندی | دور رتبه‌بندی | یک ۳۲ام                 | یک شانزدهم  | یک هشتم‌نهایی | یک چهارم‌نهایی | نیمه‌نهایی   | نهایی / برنز | نهایی / برنز |
| ورزشکار   | رویداد        | امتیاز       | Seed         | رقیب امتیاز             | رقیب امتیاز | رقیب امتیاز  | رقیب امتیاز   | رقیب امتیاز | رقیب امتیاز  | رتبه         |
| --------- | ------------- | ------------ | ------------ | ----------------------- | ----------- | ------------ | ------------- | ----------- | ------------ | ------------ |
| لام دورجی | انفرادی مردان | ۶۶۳          | ۲۸           | پائولی (ITA) · شکست ۳–۷ | پیشروی نکرد | پیشروی نکرد  | پیشروی نکرد   | پیشروی نکرد | پیشروی نکرد  | پیشروی نکرد  |

## دو و میدانی
برای نخستین‌بار در تاریخ المپیک، یک دونده‌ی بوتانی موفق شد خود را به المپیک برساند.
رویداد دو
| ورزشکار      | رویداد      | نهایی   | نهایی |
| ورزشکار      | رویداد      | نتیجه   | رتبه  |
| ------------ | ----------- | ------- | ----- |
| کینزانگ لامو | ماراتن زنان | ۳:۵۲:۵۹ | ۸۰    |

## شنا
بوتان یک جایگاه ویژه جهت حضور در المپیک را کسب کرد.
| ورزشکار     | رویداد             | مقدماتی | مقدماتی | نیمه‌نهایی   | نیمه‌نهایی   | نهایی       | نهایی       |
| ورزشکار     | رویداد             | زمان    | رتبه    | زمان        | رتبه        | زمان        | رتبه        |
| ----------- | ------------------ | ------- | ------- | ----------- | ----------- | ----------- | ----------- |
| سنگای تنزین | ۱۰۰ متر آزاد مردان | ۵۶٫۰۸   | ۷۴      | پیشروی نکرد | پیشروی نکرد | پیشروی نکرد | پیشروی نکرد |